# ایلین یانگ
ایلین یانگ (انگلیسی: Elaine Youngs؛ زادهٔ ۱۴ فوریهٔ ۱۹۷۰) بازیکن والیبال، و بازیکن والیبال ساحلی اهل ایالات متحده آمریکا است.